# Siège de Puebla (1847)
Pour les articles homonymes, voir Siège de Puebla (homonymie) et Puebla (homonymie).
Guerre américano-mexicaine
Batailles
Opérations le long du Río Grande
- Fort Texas
- Palo Alto
- Resaca de la Palma

La révolte de Taos
- Cañada
- Mora
- Embudo Pass
- Pueblo de Taos

Campagne de Californie
- Santa Fe
- San Pasqual
- Rio San Gabriel
- La Mesa

Campagne du Nord de Taylor
- Monterrey
- Buena Vista

Campagne de Scott
- Veracruz
- Cerro Gordo
- Contreras
- Churubusco
- Molino del Rey
- Chapultepec
- Mexico

Siège de Puebla
- Siège de Puebla
- Bataille de Huamantla

Campagne de la côte Pacifique
- Guaymas
- Mulege
- Punta Sombrero
- Mazatlán
- La Paz
- Palos Prietos et Urias
- San José del Cabo
- Siège de La Paz
- Affaire à Guaymas
- San Blas
- Manzanillo
- San José del Cabo
- Cochorio
- Bocachicacampo
- Todos Santos

Le siège de Puebla est un épisode de la guerre américano-mexicaine qui commence le 14 septembre 1847, le jour même où Winfield Scott prend Mexico, et dure 28 jours jusqu'à ce que des renforts puissent lever le siège.

## Contexte
Le général Winfield Scott a placé une série de garnisons tout au long de la route menant de Veracruz à Mexico afin d'assurer la sécurité de sa ligne d'approvisionnement. L'une de ces garnisons est en poste dans la ville de Puebla, à environ  deux tiers du chemin de Mexico depuis la côte. La garnison est commandée par le lieutenant colonel Thomas Childs (en). Childs dispose de 500 hommes pour garder la ville. Après la chute de Mexico, le général Antonio López de Santa Anna divise ses troupes et avec la moitié d'entre elles va tenter de reprendre Puebla. Le général Joaquín Rea (en) commande les forces de guérilla dans la région de Puebla.

## Le siège
Le 14 septembre, les forces de Rea commencent à investir les abords de la ville et commencent le siège. Le forces américaines tiennent trois points forts de la cité : un couvent, le fort Loretto et la citadelle de San José. Les Mexicains conduisent hors de la ville une grande quantité de bétail, mais Child parvient à en conserver suffisamment pour éviter un risque de famine.
Le 16 septembre, Rea demande à la garnison de se rendre, mais Child refuse. Rea attaque la citadelle de San José et est repoussé.
Le 22 septembre, Santa Anna arrive à Puebla et demande officiellement à Child de se rendre, une fois encore celui-ci refuse. Les Mexicains donnent alors l'assaut au couvent et sont repoussés.
À la fin septembre, Santa Anna emmène un peu moins de la moitié des forces assiégeantes et part vers l'est pour affronter d'éventuels renforts américains qui pourraient venir de Veracruz. Les Américains profitent de la diminution du contingent mexicain pour reprendre certains points forts.

## Les renforts
L'armée de Winfield Scott à Mexico ne peut venir en aide aux troupes de Puebla parce que les routes — passant aux pieds des volcans Iztaccíhuatl et Popocatépetl — sont infranchissables aux chariots, à cause des pluies récentes. Cependant, les routes venant de Veracruz sont toujours carrossables. Dès le début d'août 1847, Veracruz a tenté d'envoyer des renforts à Puebla, mais ceux-ci n'ont pu y parvenir à cause des opérations de la guérilla mexicaine.
Le 19 septembre, le major-général Joseph Lane quitte Veracruz avec 1 700 hommes. Sur son chemin, il emmène avec lui de nouvelles unités, portant ses forces à 3 000 hommes.
Le 9 octobre Lane rencontre et défait les forces de Santa Anna lors de la bataille de Huamantla dans l'État de Tlaxcala. Cette bataille marque la fin de la carrière militaire de Santa Anna et ouvre la voie vers Puebla. Après avoir mis à sac Huamantla, Lane avance vers Puebla et le 12 octobre rencontre les forces de Rea et se fraie un chemin pour faire sa liaison avec Child. Rea n'a d'autre choix que de lever le siège et de faire retraite.

## Conséquences
Le siège de Puebla fut la dernière menace significative contre les forces américaines dans le centre du Mexique. Les raids de la  guérilla continueront et la route d'approvisionnement en restera la cible privilégiée. Le général Lane continuera de diriger les opérations anti-guérilla jusqu'en 1848.

## Sources
- (en) David Nevin, The Mexican war, Alexandria, Va, Time-Life Books, 1978, 240 p. (ISBN 978-0-809-42301-9 et 978-0-809-42302-6).
- (en) David Nevin, The Mexican War, Alexandria, Time-Life Books, 1979 (1re éd. 1978), 240 p. (ISBN 978-0-8094-2302-6, OCLC 9098436).
- (en) Mark Crawford, David S. Heidler et Jeanne T. Heidler, Encyclopedia of the Mexican-American War, Santa Barbara, Calif, ABC-CLIO, 1999, 350 p. (ISBN 978-1-576-07059-8).